# Mauro Zukerman
Mauro Zukerman (São Paulo, 16 de março de 1958) é atualmente leiloeiro da empresa Zukerman leilões, tendo iniciado sua carreira como locutor e apresentador de TV.

## Biografia
Formado em comunicação social e marketing, além de locutor profissional pelo Senac, atividade pela qual foi premiado em 1984 pelo SBT.
Mauro Zukerman trabalhou no SBT entre as décadas de 80 e 90, apresentou o telejornal 24 Horas, foi jurado do Show de Calouros e do Miss Mundo Brasil de 1985 no SBT. Além de ter feito comerciais da Tele Sena, e de participar de outros programas da emissora de Silvio Santos.
Em 1988 apresentou o programa "O Martelo de Ouro", na TV Bandeirantes, o que teria despertado seu gosto por leilões.
Atualmente, Mauro Zukerman é leiloeiro.
Em virtude da representatividade que exerce no segmento de leilões, foi eleito presidente do sindicato do setor entre 1998 e 2001 e também atua como membro da National Auctioneers Association (NAA).
Voltou a TV no dia 28 de Outubro de 2019 apresentando o encerramento do programa Teleton ao lado de Silvia,Patrícia e Rebeca Abravanel,ele foi em substituição ao comunicador Silvio Santos que estava com gripe no dia da maratona, e pela primeira vez não foi ao palco na campanha,sua participação repentina rendeu muita repercussão na mídia e nas redes sociais.

## Entrada para o livro dos recordes (Guiness)
Em 14 de Janeiro de 2010, Mauro Zukerman entrou no Guiness World Records ao bater o recorde mundial para o maior número de lotes vendidos em 24 horas após realizar a venda de  620 lotes em 5h57min, Mauro Zukerman bateu o recorde que era de 601 lotes em 5 horas e 44 Minutos.«Most items auctioned in 24 hours». Guinness World Records. 13 de janeiro de 2010. Consultado em 26 de junho de 2019
Para validar o ato, o pregão contou com a presença de um juiz oficial do Guiness World Record o tempo todo.